# 다형성 (생물학)
다형성(多形性, polymorphism), 다형(多形), 다형 현상은 생물학과 동물학에서 동종 개체들 가운데에서 2개 이상의 대립 형질이 뚜렷이 구별되어 나타나는 것을 말한다. 이러한 맥락에서 다면발현성(polyphenism)이라고도 한다.
다형성을 일으키는 매커니즘이 세 가지 있다:
- 유전적 다형(genetic polymorphism)
- 조건적 발달 전략(conditional development strategy)
- 혼합 발달 전략(mixed development strategy).

## 같이 보기
- 적응
- 단일염기 다형성